# Nisza párthus erődítményei
Nisza, Parthaunisa, Mithridakert vagy Mihrdatkart (Türkmén nyelven Gadymy Nusaý) egykori város Türkmenisztánban, Parthia első fővárosa volt. 2007 óta a régészeti lelőhely az UNESCO Világörökség listáján található.

## Fekvése
Aşgabattól 12 km-rel nyugatra található.

## Története

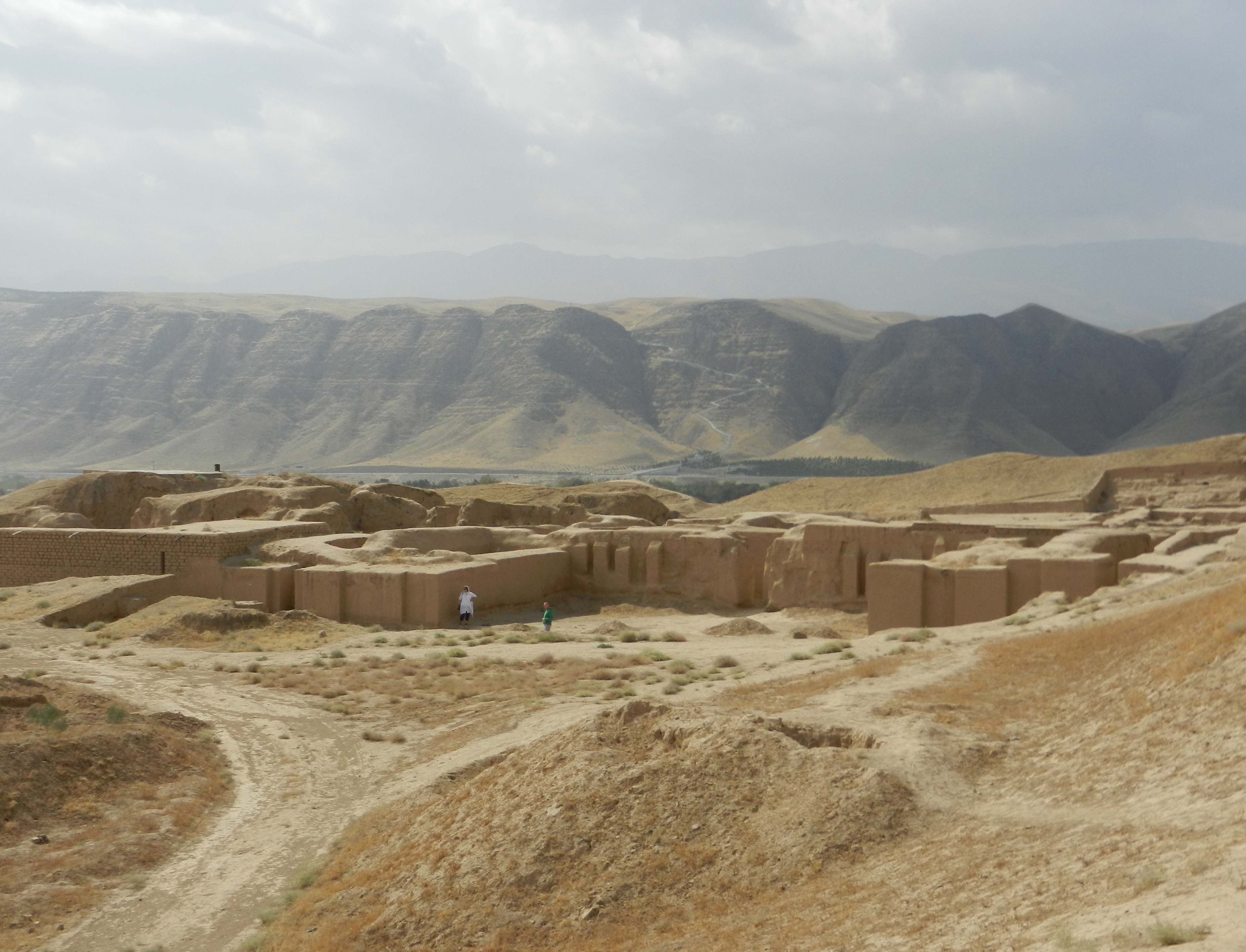
Nisza romjainak részlete

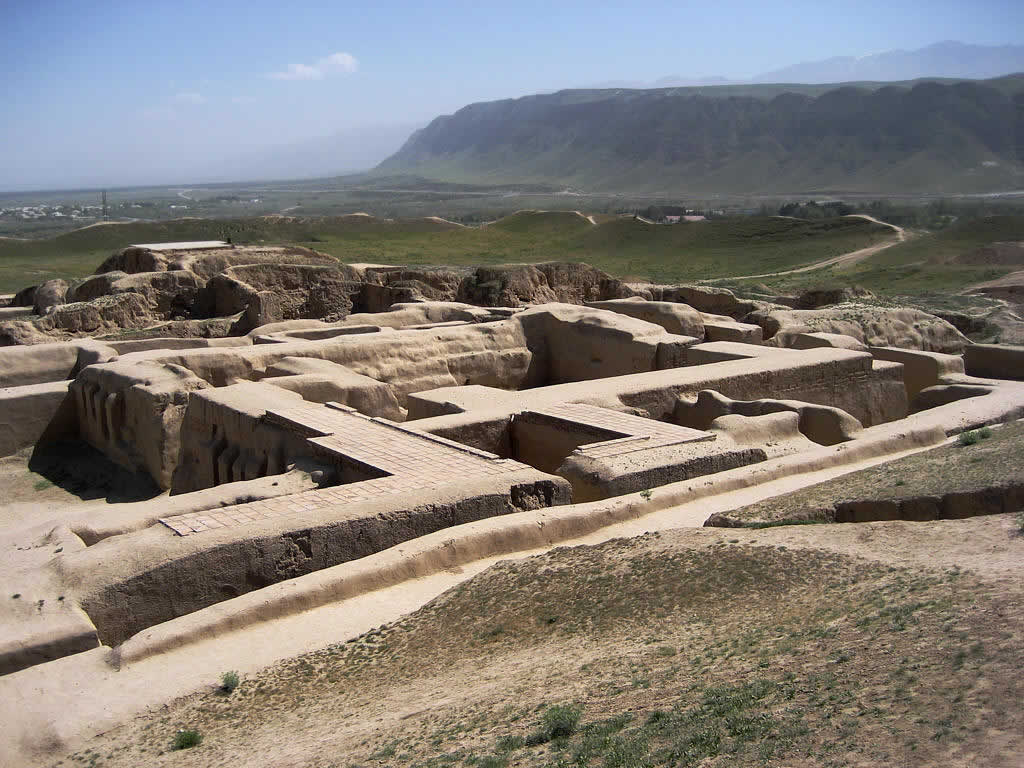
Nisza

Niszát a hagyományok szerint I. Arszak alapította. A város i. e. 250-221 között a Párthus Birodalom fővárosa és fontos kommunikációs és kereskedelmi központ volt az észak-déli és kelet-nyugati kereskedelmi utak kereszteződésében.
A területen két Nisza is állt egykor: a jelenlegi város új Nisza, közelében találhatók a régi Nisza maradványai a királyi palotával, mely egy ötszögletű erődítmény, 5–7 m magas és 8–9 m vastag, szárított téglákból rakott falakkal és tornyokkal. Az erődítmény falain belüli épületek, egy kerek templom (átmérő 17 m) és egy palota, négyszögletes oszlopos csarnokokkal, nagy központi udvar körül (38 × 38 m).
Az új Niszában lévő házak raktárakkal és borospincékkel rendelkeztek, bennük földön álló agyagedényekkel (chum). Nisa területén egy temetőt is fedeztek.
Az új Nisa volt az első hely, ahol a neolitikus Jajtun kultúrát észlelték. A helyet 1935-ben fedezte fel A. A. Marushchenko, a Jscheun 1955-ben végzett ásatások után M. E. Masson határozta  meg a kultúrát. Az új niszai leletek a Dschejtun kultúra középső szakaszába tartoznak.
Az új Nisza a középkorig létezett, míg a régi Niszát már a 3. század elején elhagyták.

## Régészeti feltárások
Nisza maradványait az 1930-as években Alexander Marushchenko fedezte fel. 1946-tól itt a déli türkmén expedíció Mihail Masszon vezetésével végeztek itt szisztematikus ásatásokat, majd 1990 óta a Torinói Egyetem munkatársai végeznek itt feltárásokat.

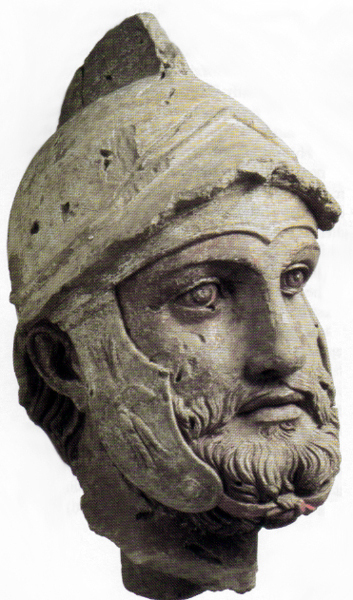
Párthus harcos feje niszai szobortöredéken

Az ásatási munkálatokon feltárt anyag némelyike erős hellenisztikus befolyást mutat, különösen a márvány szobrok, míg a gipsztámaszokat a tipikus parthiai stílusnak tartják. Számos nagyobb agyagszobor alakja valószínűleg a párthus uralkodókat ábrázolja. A kisméretű tárgyak között említésre méltók a nemesfémből készült pecsétnyomók és állatalakok. A hellenisztikus stílusban elefántcsontból készült tárgyakat  a görög mitológiából való jelenetekkel díszítették; szárnyas lovak, kentaurok, griffek és oroszlánok formájában megjelenő díszítések kerültek napvilágra. Előkerült hozzávetőlegesen 2500 cseréptábla "Ostraka" is, arámi írásjelekkel. Ezek többnyire rövid gazdasági szövegek, melyek a Parthus Birodalom különböző területeiről valók, köztük a a királyi pincéhez érkezett borszállítási feljegyzésekkel.
Az itt talált anyag, és a tárgyak egy része az Aşgabati múzeumban található.
Nisza erődjeit 2007-ben a az UNESCO Világörökség részévé nyilvánították.

## Nisza romjai

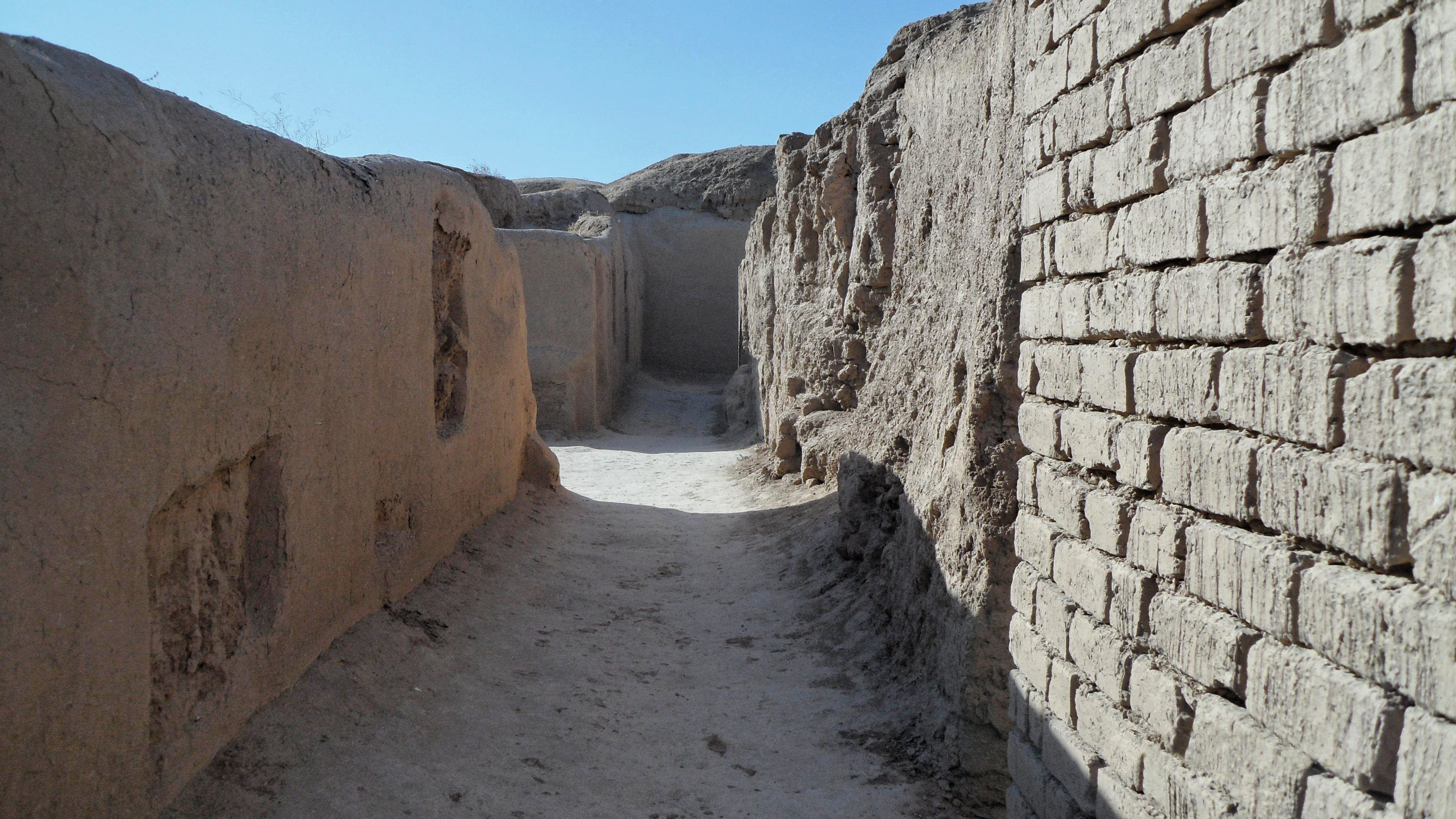
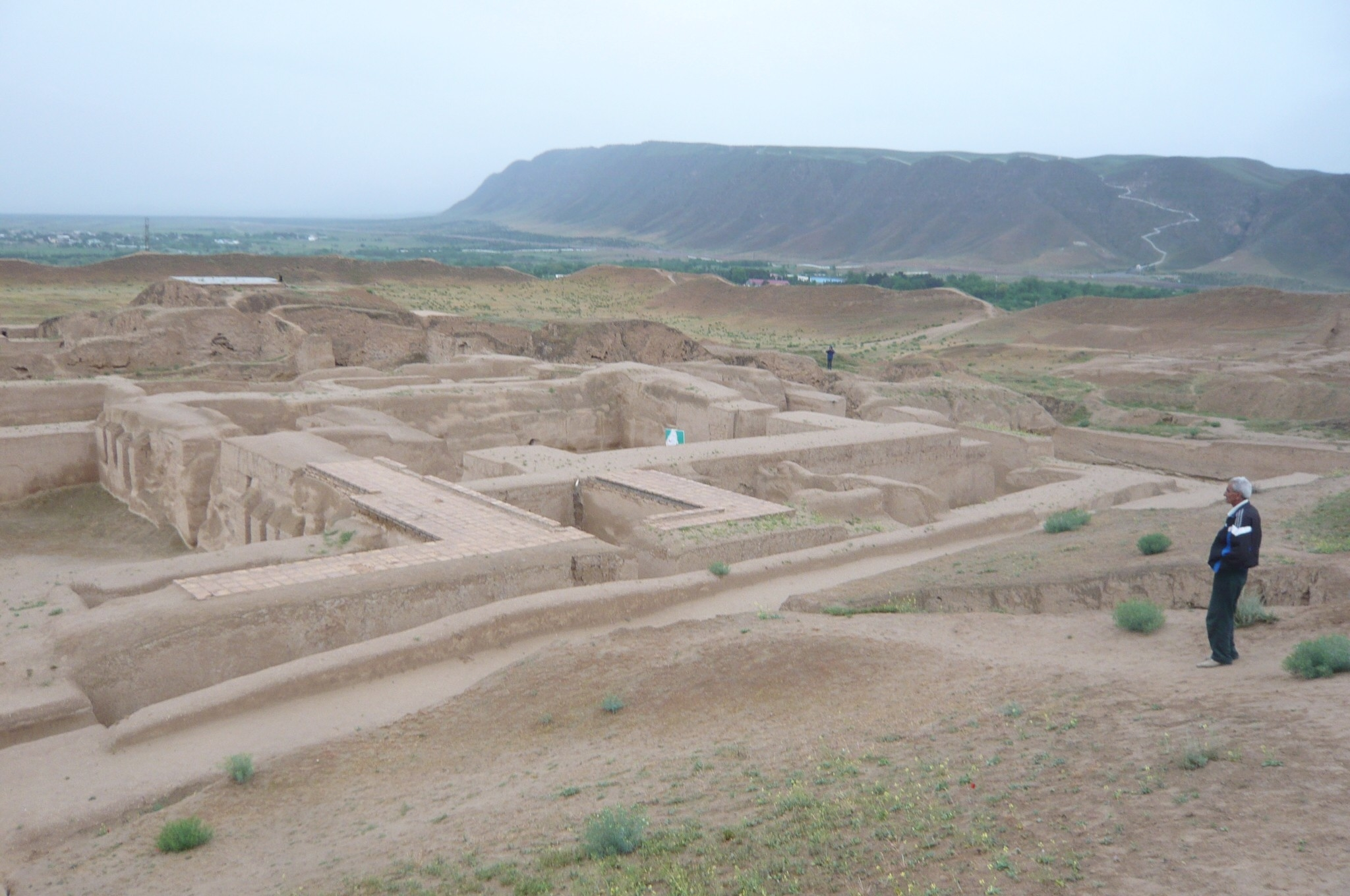
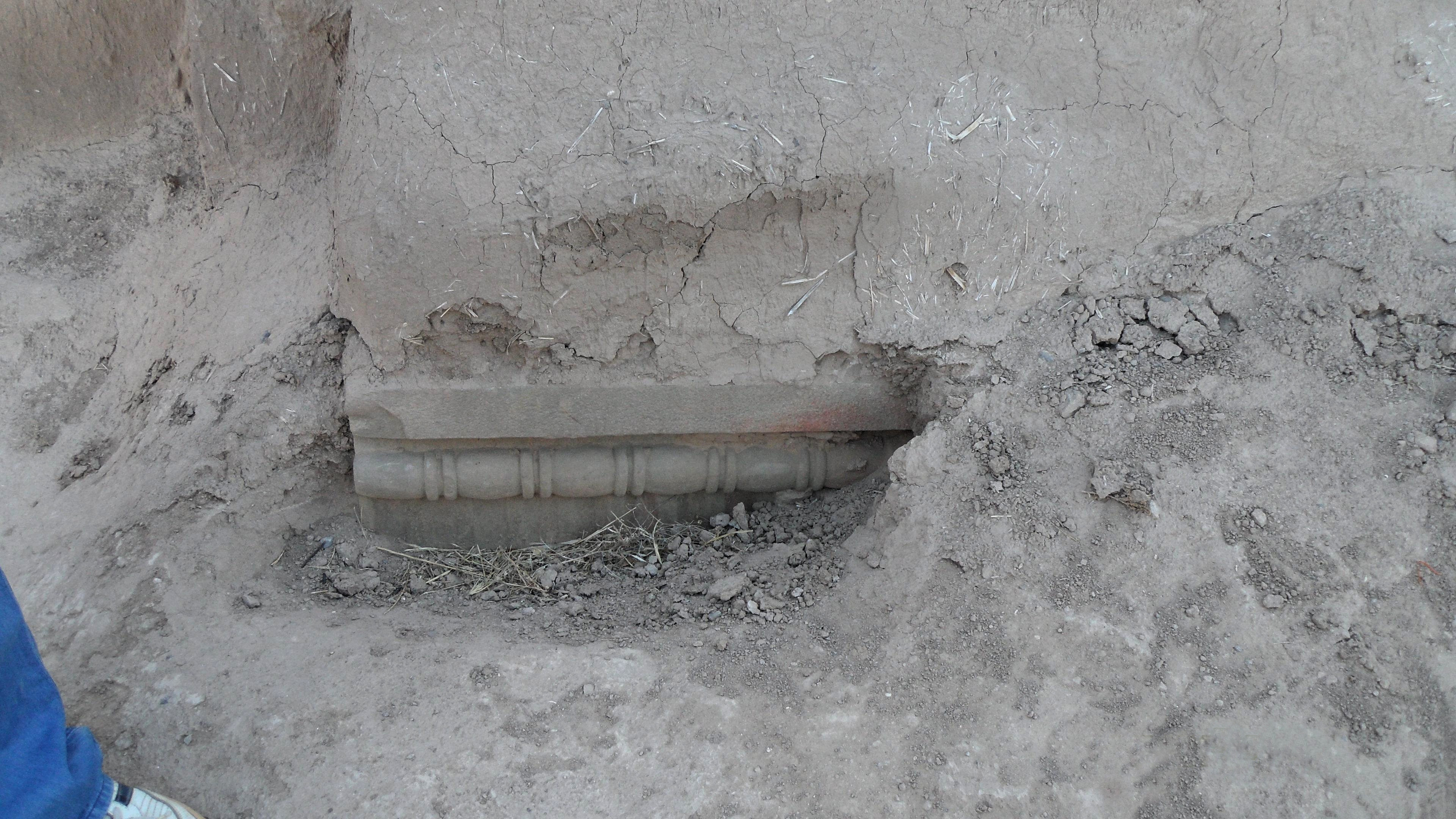
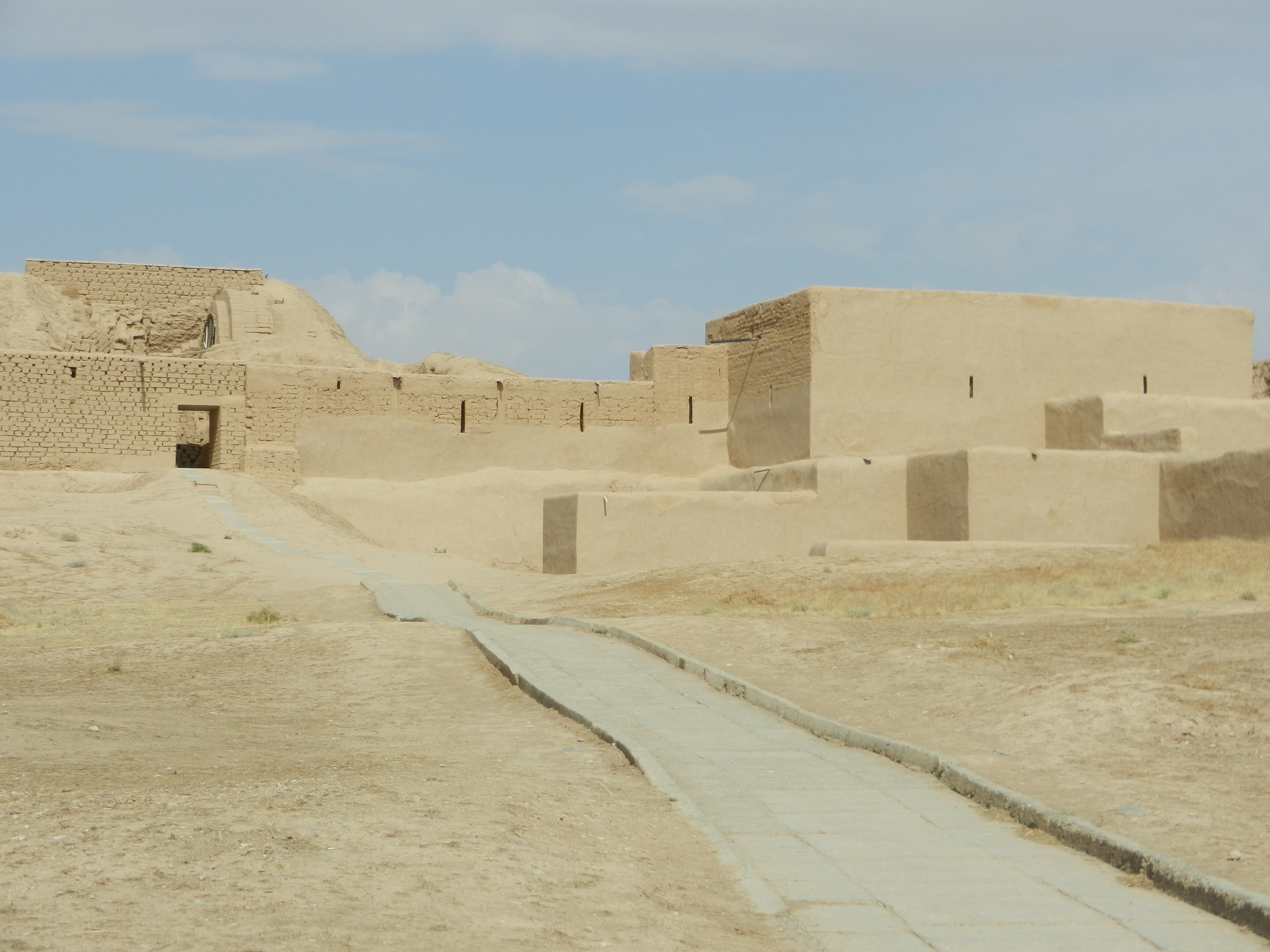
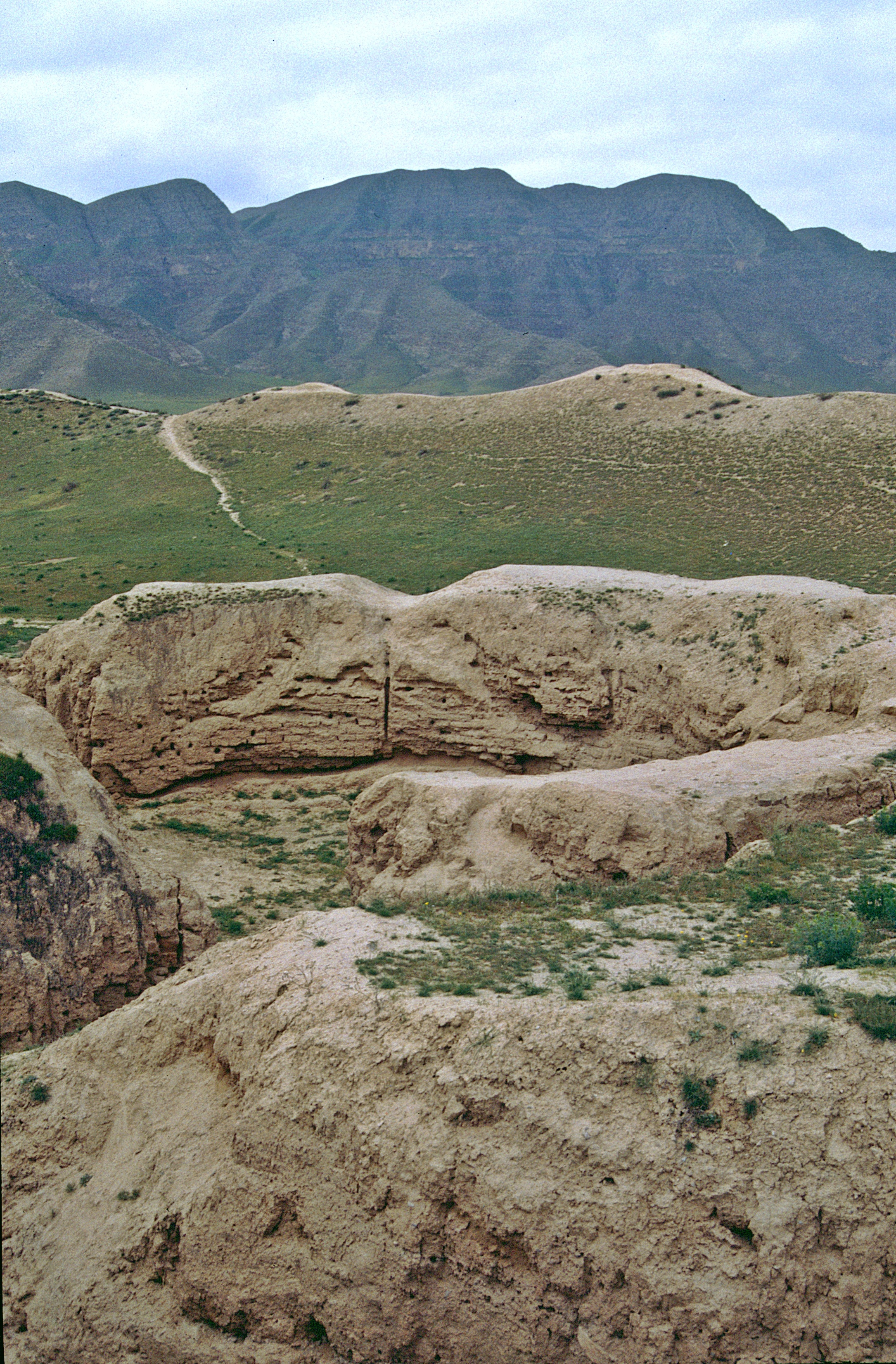
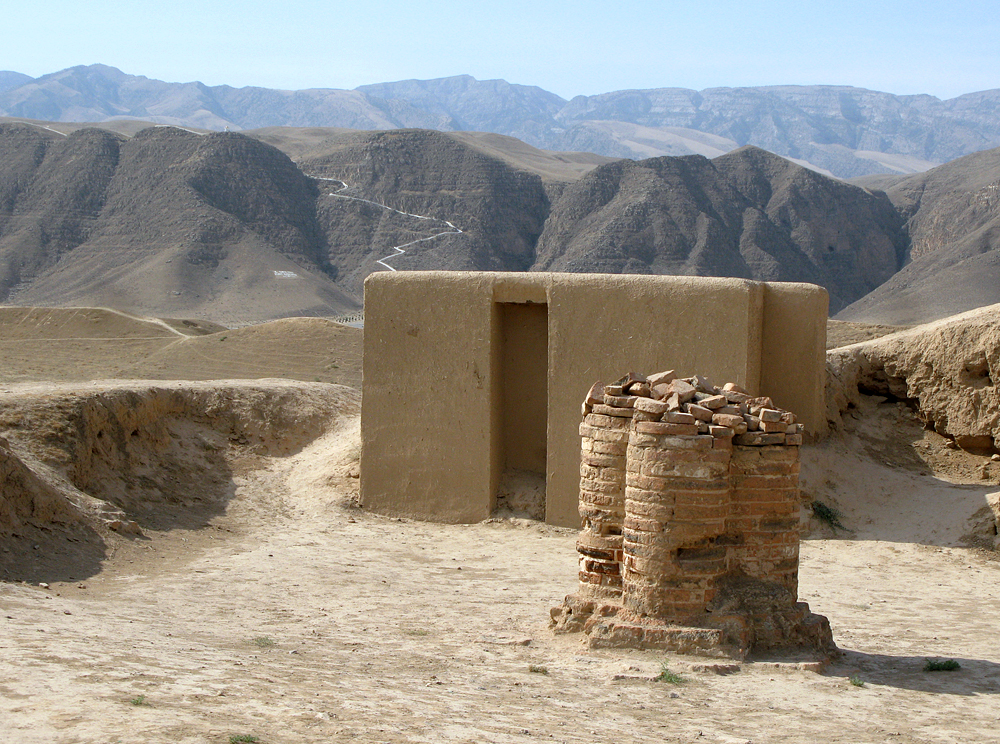
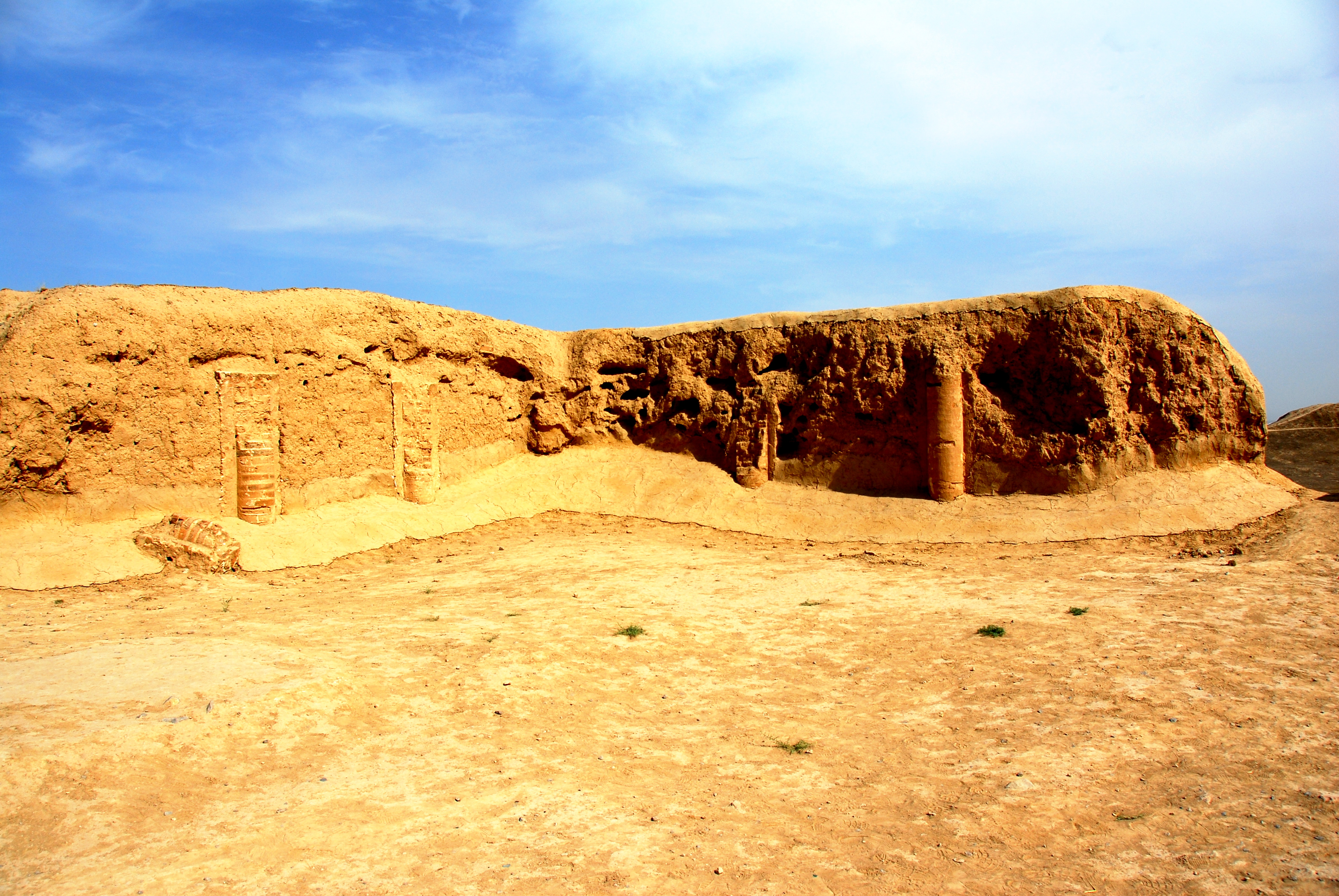
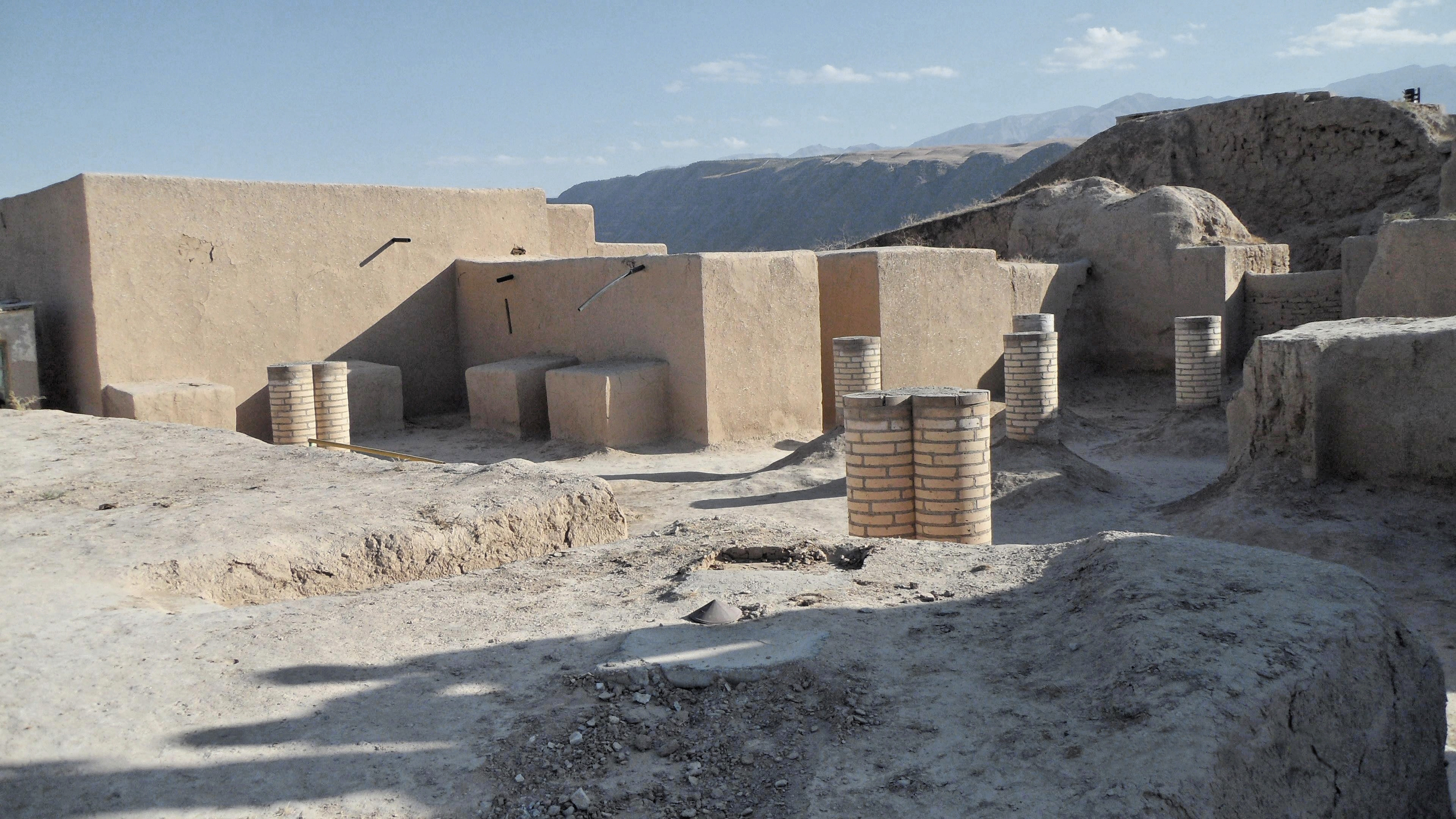